# Nuova Kalabsha
Nuova Kalabsha è un promontorio situato nei pressi di Assuan in Egitto. Ospita numerosi importanti templi, strutture ed altri resti che sono stati portati qui dal sito di Vecchia Kalabsha (arabo: Bab al-Kalabsha, "Porta di Kalabsha"; greco: Τάλμις, Talmis; in Lingua egizia Taset o Termis) per evitare che fossero sommersi dal lago Nasser, le cui acque stavano salendo a causa della costruzione della diga di Assuan.

## Tempio di Kalabsha
Nella Bassa Nubia, l'antica Wawa degli Egizi, vi è
il tempio di Kalabsha (o tempio di Mandulis) principale struttura di Kalabsha. L'intero tempio romano dedicato a Mandulis, personificazione nubiana del dio Horus, fu spostato qui nel 1970. Durante lo spostamento, il tempio fu tagliato in 13 000 blocchi.
Uno dei portali di accesso è oggi presso il Museo egizio di Berlino.
Fu costruito dall'imperatore Augusto, sulle rovine di un tempio eretto da Amenofi II ed era il più grande tempio della Nubia egizia.

### Descrizione
Costruito come il classico tempio egizio conserva un alto pilone con al suo interno una scala che consente l'accesso al tetto. Quindi un cortile con colonne con capitelli compositi, una sala ipostila in origine composta da dodici colonne e il naos.
Ricco di rilievi, all'interno si possono vedere raffigurazioni del dio Min, Mandulis e Khnum. Nel naos vi è rappresentato Augusto mentre omaggia gli dei.

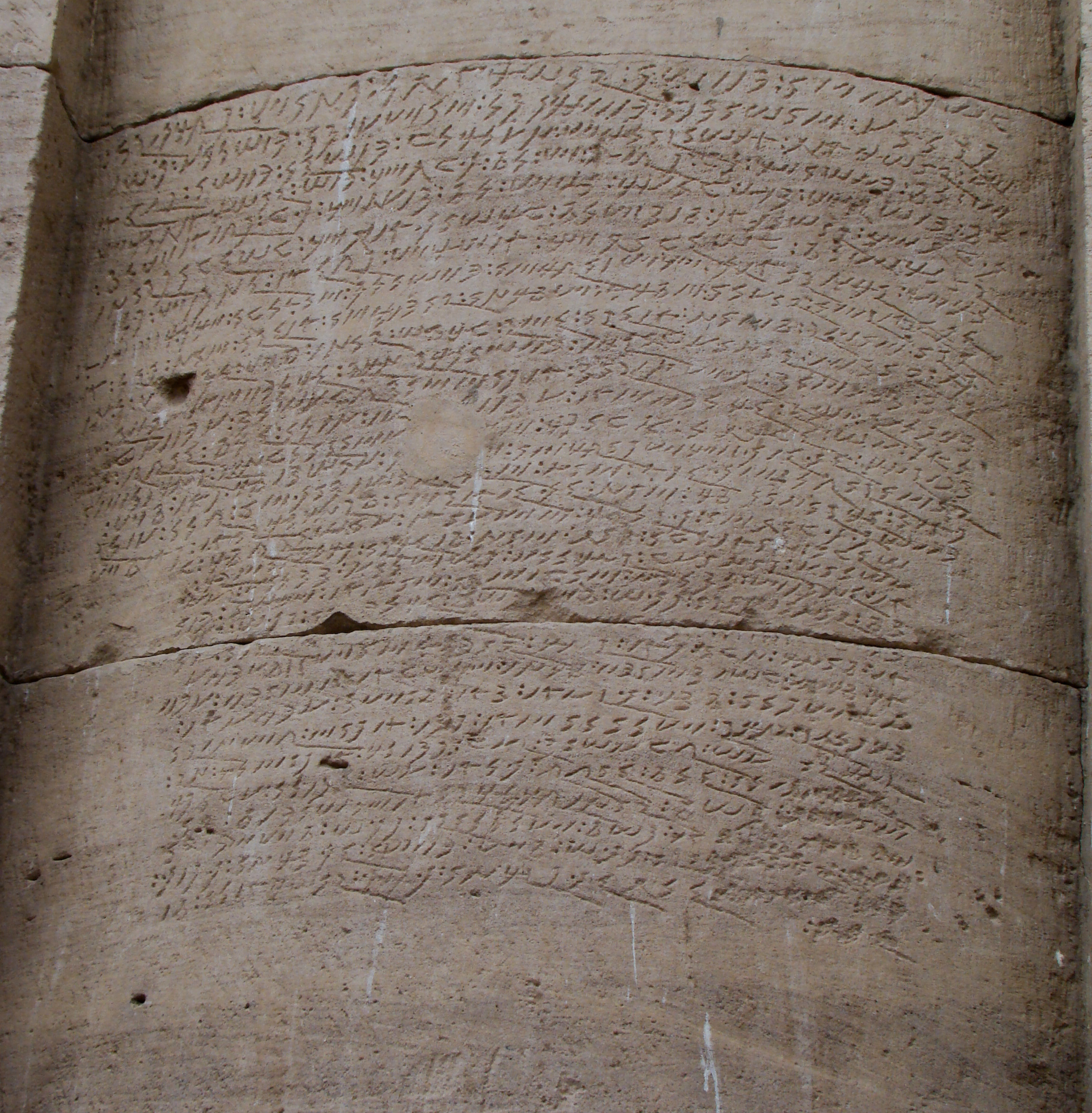
Iscrizione

Sempre all'interno si trovano le iscrizioni di un decreto in greco di Silko, re dei Nobati e di un decreto in meroitico, non decifrato, del sovrano dei Blemmi.
All'esterno del tempio, vi è un Nilometro ed un Mammisi.

## Tempio di Gerf Hussein
Il tempio di Gerf Hussein (originariamente noto come Per Ptah, la "Casa di Ptah") è dedicato a Ramses II, e fu costruito, in epoca successiva, dal viceré di Nubia Setau.

### Descrizione
In origine era in parte scavato nella roccia, in una versione molto più semplice del tempio di Abu Simbel e preceduto da un viale di sfingi. Durante l'allagamento del lago Nasser, la parte esterna alla roccia fu smantellata e ricostruita nella nuova Kalabsha. La parte scolpita nella roccia fu lasciata al suo posto, ed è oggi sommersa dalle acque. Solo alcuni rilievi e statue furono salvati e donati a vari musei.

## Tempio di Beit el-Wali
Il tempio scolpito nella roccia, dal nome tecnico di "hemispeos", è poco distante dal tempio di Mandulis e fu spostato da una squadra di archeologi polacchi. Costruito dal viceré di Kush era dedicato a Ramesse II ed agli dei Amon e Anuqet (tra gli altri). In origine era abbellito con colori sgargianti, ma i dipinti furono rimossi nel XIX secolo, e sono ora esposti presso il British Museum.
I bassorilievi sono ben realizzati, raffigurano scene di guerra con i Nubiani e vi sono rappresentati Ramses II con i figli Amonhiwonemef e Khaemuaset.

### Descrizione
In origine davanti al tempio si innalzava il pilone in mattoni. Oggi il portale d'accesso si presenta con gli stipiti decorati da immagini rituali di Ramses II.
Il portale immette direttamente nel cortile che ha le pareti, intagliate nella roccia viva, sulle quali sono ben raffigurati il sovrano nelle sue battaglie contro Libici, Nubiani e popoli asiatici con le loro fortezze.
Ramses II appare con il khepresh e con il Khopesh mentre afferra per i capelli un prigioniero e mentre colpisce un nubiano, scena così descritta da Ippolito Rosellini:
"Ramesse II percuote un nero, emblema dei popoli di Cusc".
In questi rilievi sono rappresentati i due figli di Ramses II, probabilmente nella loro prima esperienza in battaglia durante il regno di Seti I che partecipano alla carica sul carro assistiti da attendenti, vista la loro giovanissima età. Amonhiwonemef, il più grande dei due fratelli, è anche raffigurato mentre trascina prigionieri siriani.
Altre scene mostrano la presentazione dei numerosi tributi offerta dai popoli sconfitti tra cui oro, avorio, pelli di leopardo, animali esotici, flabelli e sedili in legno pregiato.
Dal cortile si accede, tramite tre varchi, al vestibolo, anch'esso scavato nella roccia. Questo presenta due colonne con fusto scanalato, definite "protodoriche" da Champollion e recanti i cartigli del sovrano.
Il vestibolo è decorato con vivide scene religiose di Ramses II davanti a Horus e Selkis. A destra del varco di ingresso al naos, vi è rappresentata la dea Anuqet mentre allatta il giovane Ramses II che già possiede le insegne del potere mentre dalla parte opposta il sovrano è allattato da Iside.
Sul fondo, in due nicchie, vi sono, in una la triade: Khnum, Ramses II, e Anuqet.  Nell'altra quella del falco Horus di Quban (fortezza posta all'ingresso del Wadi Allaqi e accesso alle miniere d'oro di Berenice Pancrisia), Ramses II e Iside.
Sono anche rappresentati la dea Satet di Elefantina,  il dio Horus di Buhen e la dea scorpione Iside-Hededyt molto venerata in Nubia.
Oltre il vestibolo, vi è il naos, con i pochi resti di tre statue.

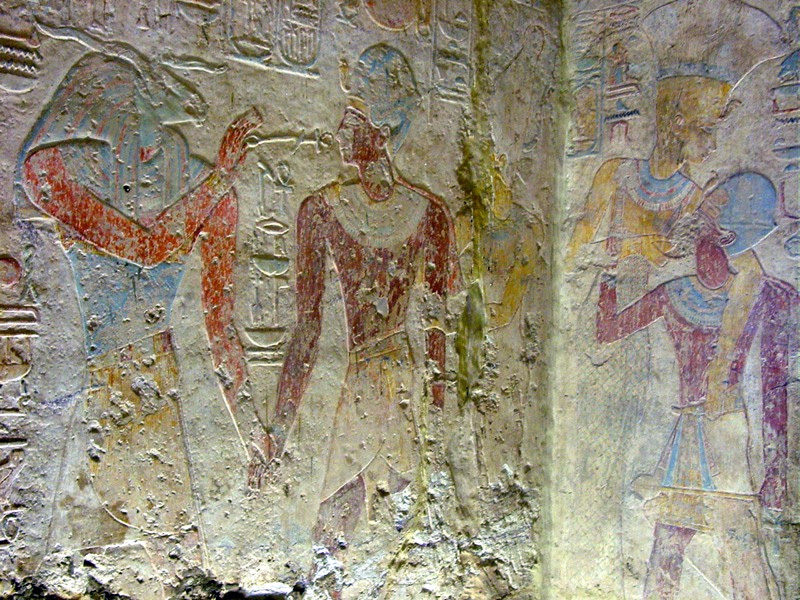
Da sinistra il dio Khnum e Ramses II. Segue la dea Anuqet che allatta il giovane Ramses II.
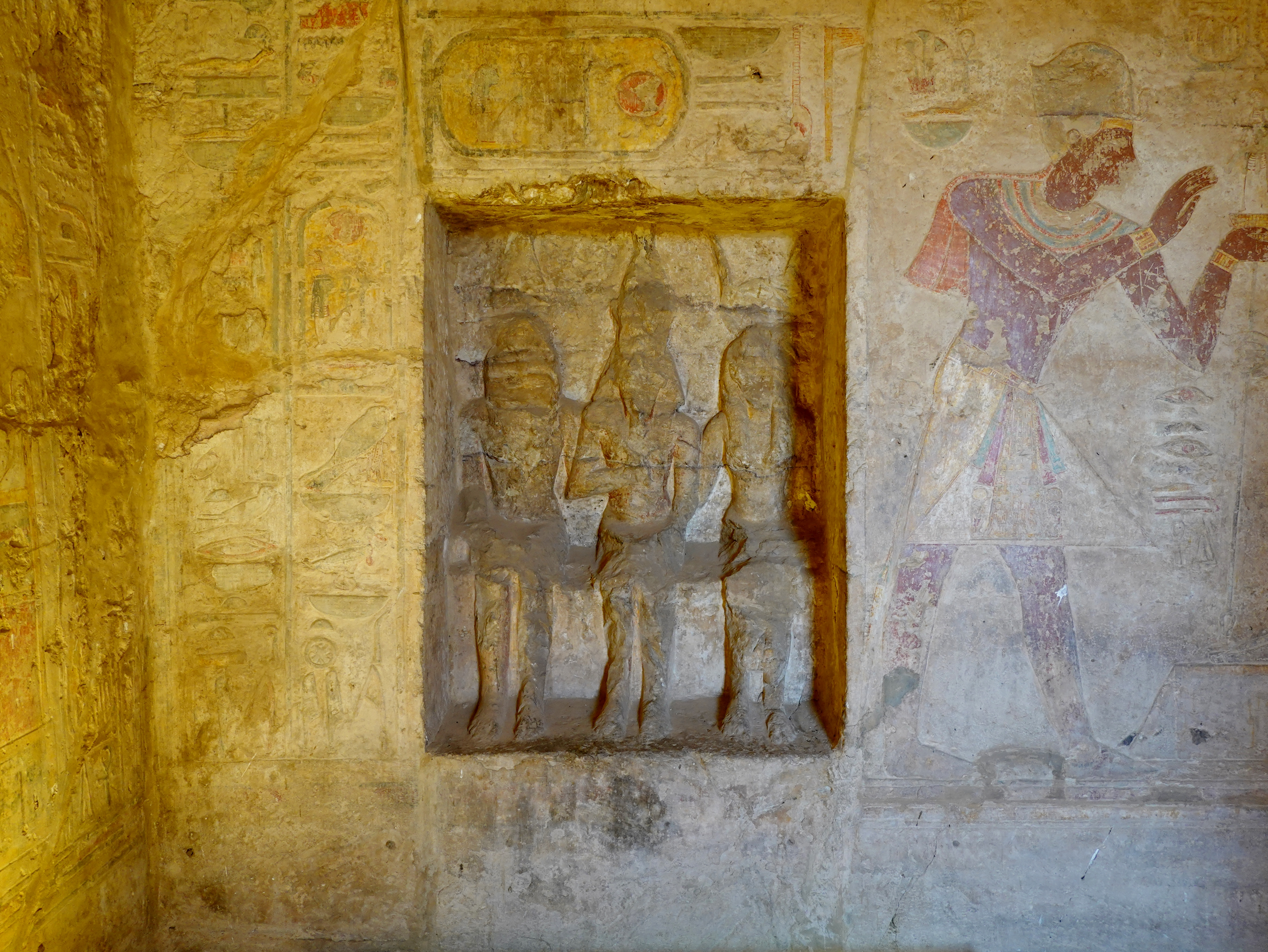
Nicchia a sud, triade con Horus di Quban, Ramses II e Iside.
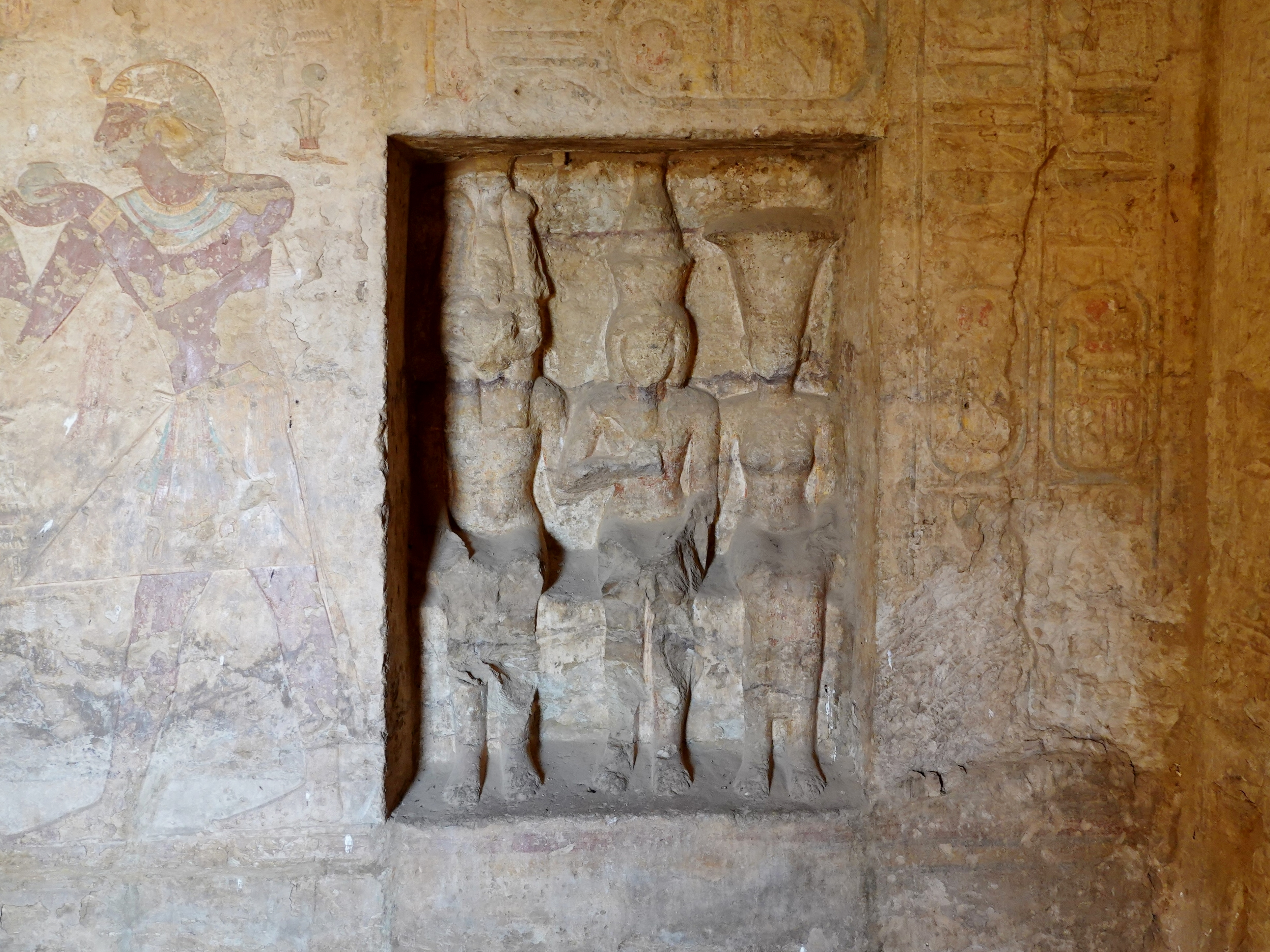
Nicchia a nord, triade con Khnum, Ramses II e Anuqet.
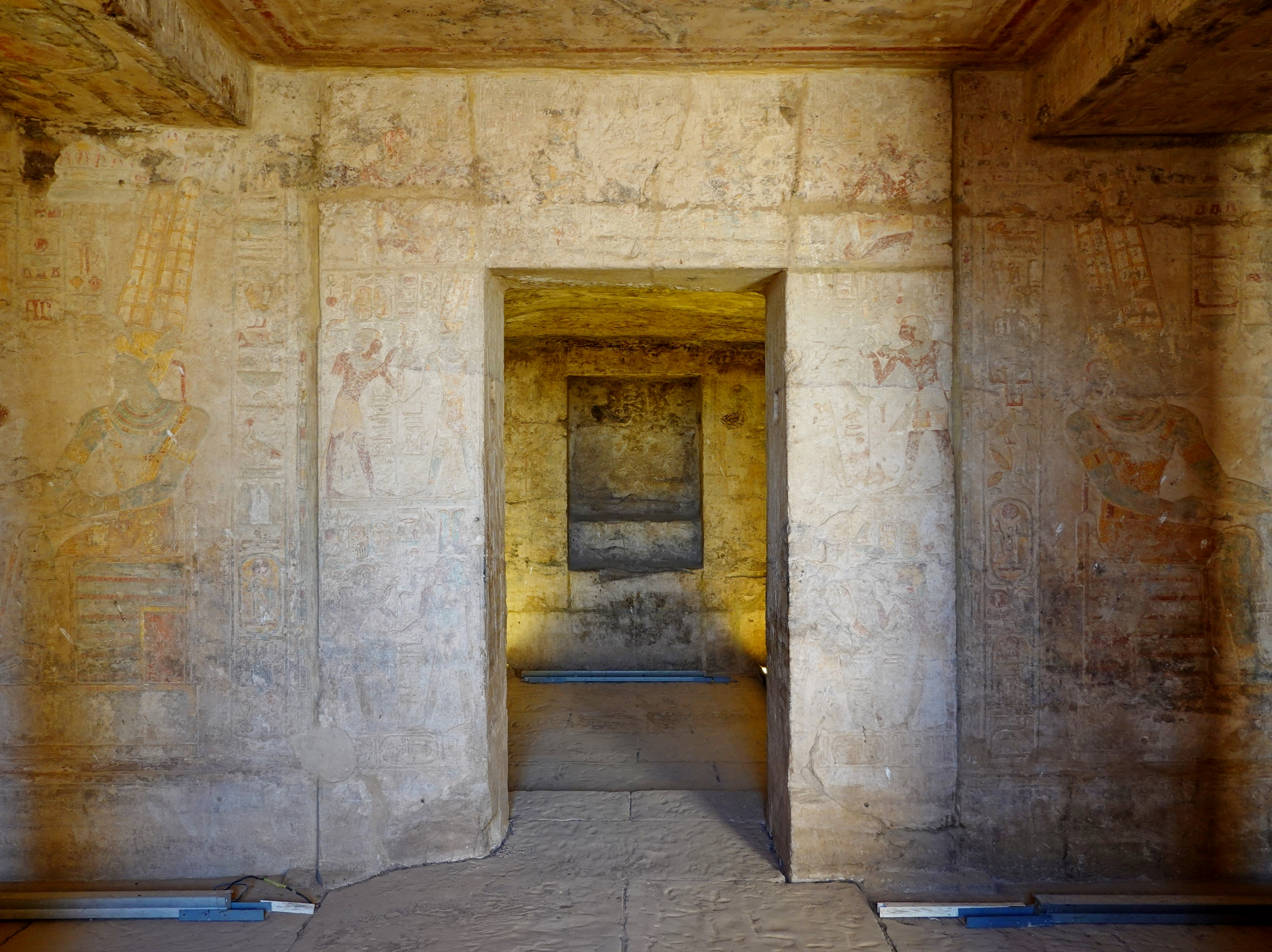
Accesso al naos.
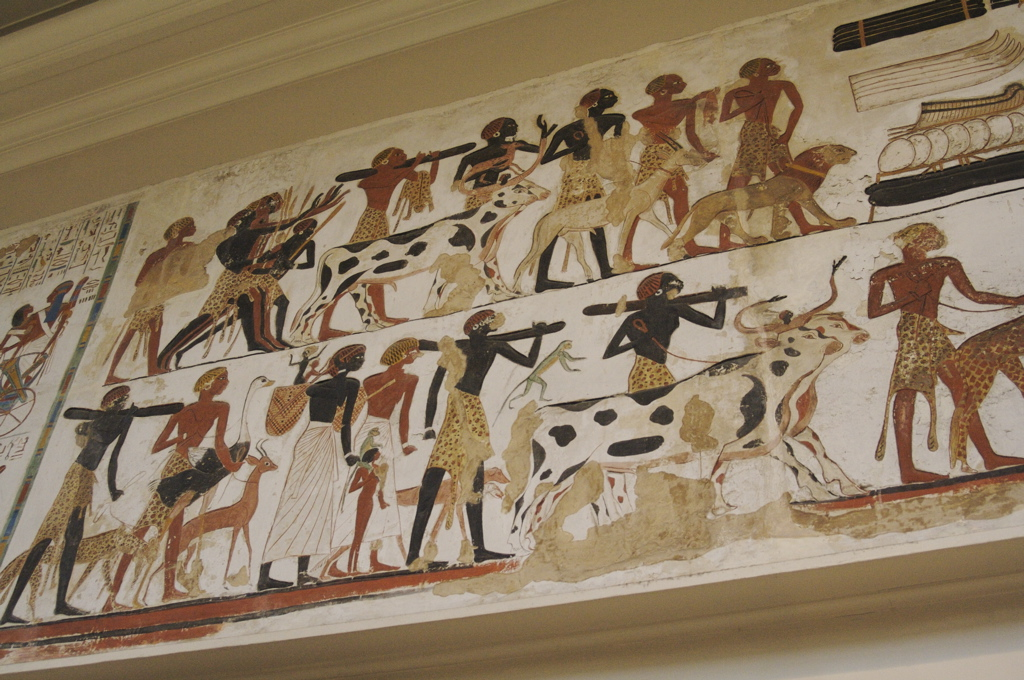
Offerte e tributi dei popoli vinti. Rappresentati in nero sono i Nubiani per esigenze iconografiche.
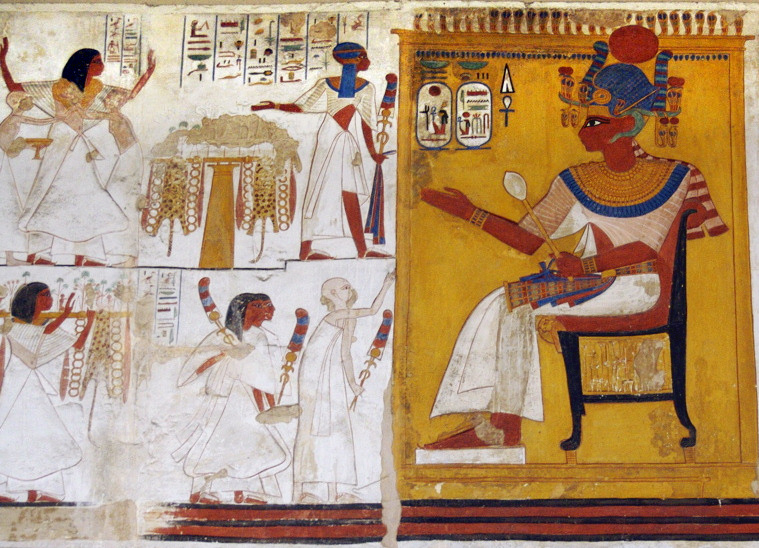
Nella prima riga: Amonherkhepshef e dietro Amenemopet, viceré di Kush. Nella seconda riga: Amenemopet con un asiatico

## Chiosco di Qertassi

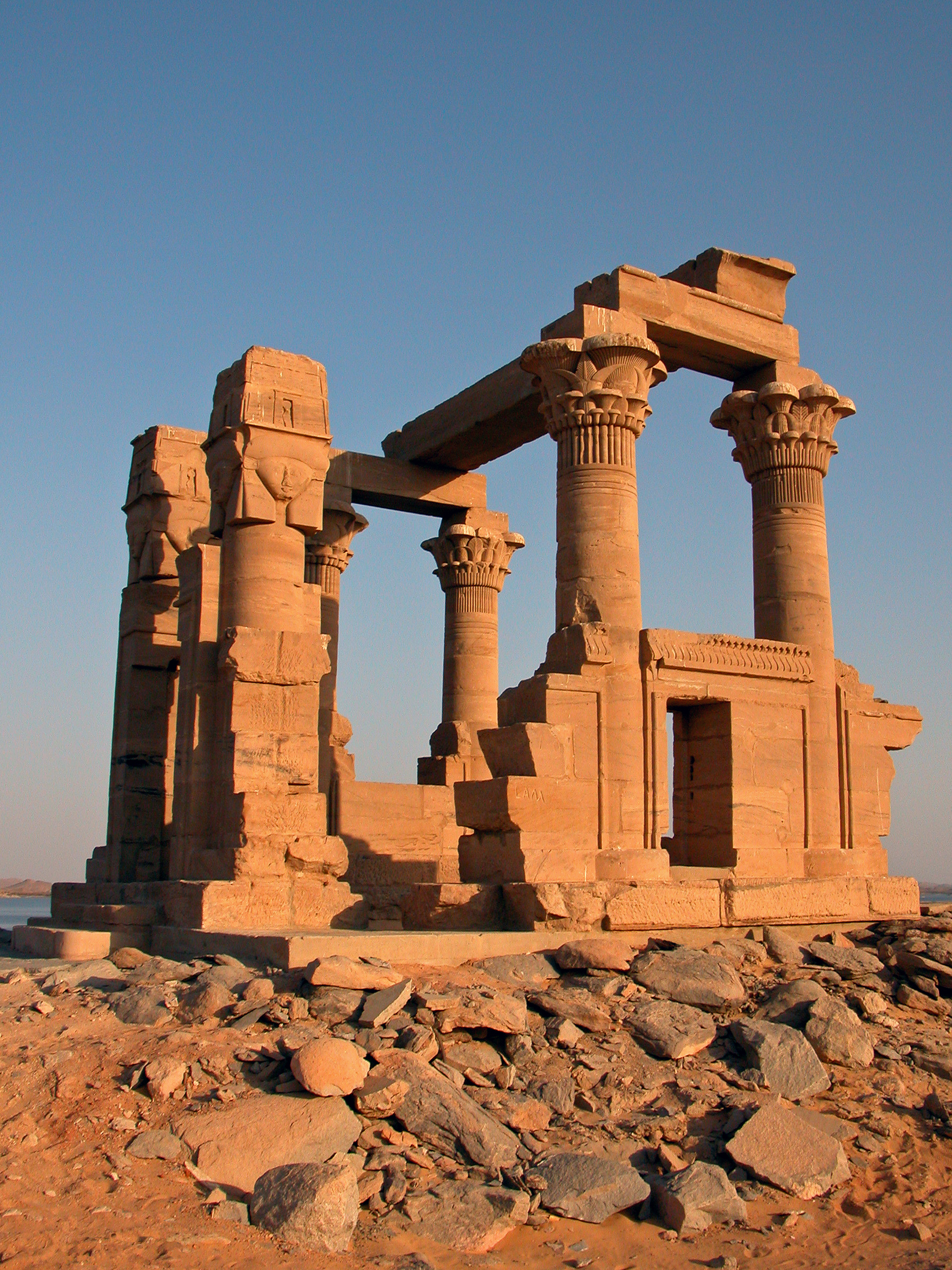
Chiosco di Qertassi

Il chiosco di Qertassi è "un piccolo tempio periptero romano con all'interno quattro colonne a capitello palmiforme e due pilastri hathorici al portale d'ingresso".
Edificato in origine nell'antica Tzitzis o Qirtas, era dedicato alla dea Iside.
Non si conosce il nome dell'architetto, ma è probabilmente contemporaneo al chiosco di Traiano a File".

### Descrizione
Si tratta di una piccola ed elegante struttura "incompleta e non inscritta col nome dell'architetto, ma probabilmente contemporanea del chiosco di Traiano a File". Secondo Günther Roeder, primo studioso a pubblicare una ricerca su questo edificio, il chiosco di Qertassi risale al periodo romano di Augusto o addirittura a prima.
La struttura "è un quadrato di soli 8 metri di lato, ed è composto da una singola corte orientata a nord-sud, ed era originariamente circondato da 14 colonne unite da mura". Delle 14 colonne, solo 6 sono sopravvissute.
Le colonne erano fatte di arenaria marrone e la struttura stessa era "forse unita ad un piccolo tempio sulla riva orientale del Nilo ancora intatto nel 1813".
Questo incantevole chiosco spostato nel sito di Nuova Kalabsha in Egitto meridionale, "un tempo si trovava all'entrata delle cave di arenaria" di Qertassi.
I suoi capitelli sono decorati con teste di Hathor, in onore della dea che fu patrona dei cavatori e dei minatori. Dato che Hathor era spesso associata con Iside, come a File, è stato ipotizzato che questo chiosco ed i piccoli templi di Dabod e Dendur fossero stazioni lungo la via di pellegrinaggio utilizzata dai sacerdoti che portavano l'immagine di Iside per tutta la Bassa Nubia".
A causa della scarsezza del legno nell'arida regione della Nubia, il tetto del chiosco fu costruito con tavole di arenaria sostenute da architravi lungo il lato lungo.

## Tempio di Dedun
Era originariamente posto all'interno delle mura del tempio di Kalabsha, ed è dedicato a Dedun, dio antropomorfo nubiano. Fu spostato assieme al tempio di Mandulis nella Nuova Kalabsha.

### Descrizione
Il tempio semirupestre risale all'epoca Romana ma la divinità era molto antica ed è già presente nei "Testi delle piramidi".
Posto a sud-ovest del Tempio di Mandulis, il tempio di Dedun è composto da un vasto cortile aperto di circa 10 metri e di un locale scavato nella roccia. Solo sull'architrave sono presenti decorazioni. Vi è anche una stele del viceré Amenemope in ricordo della vittoria sui Nubiani da parte di Seti I.

## Stele di Psammetico II
La stele è stata casualmente scoperta nel 1964 durante alcuni lavori di sterramento. In essa si rievoca la guerra contro il regno di Kush sotto Psammetico II e condotta dal suo comandante Amasi. In essa sono incisi i cartigli dei sovrani kushiti e di Necao II, padre di Psammetico II.

## Galleria d'immagini

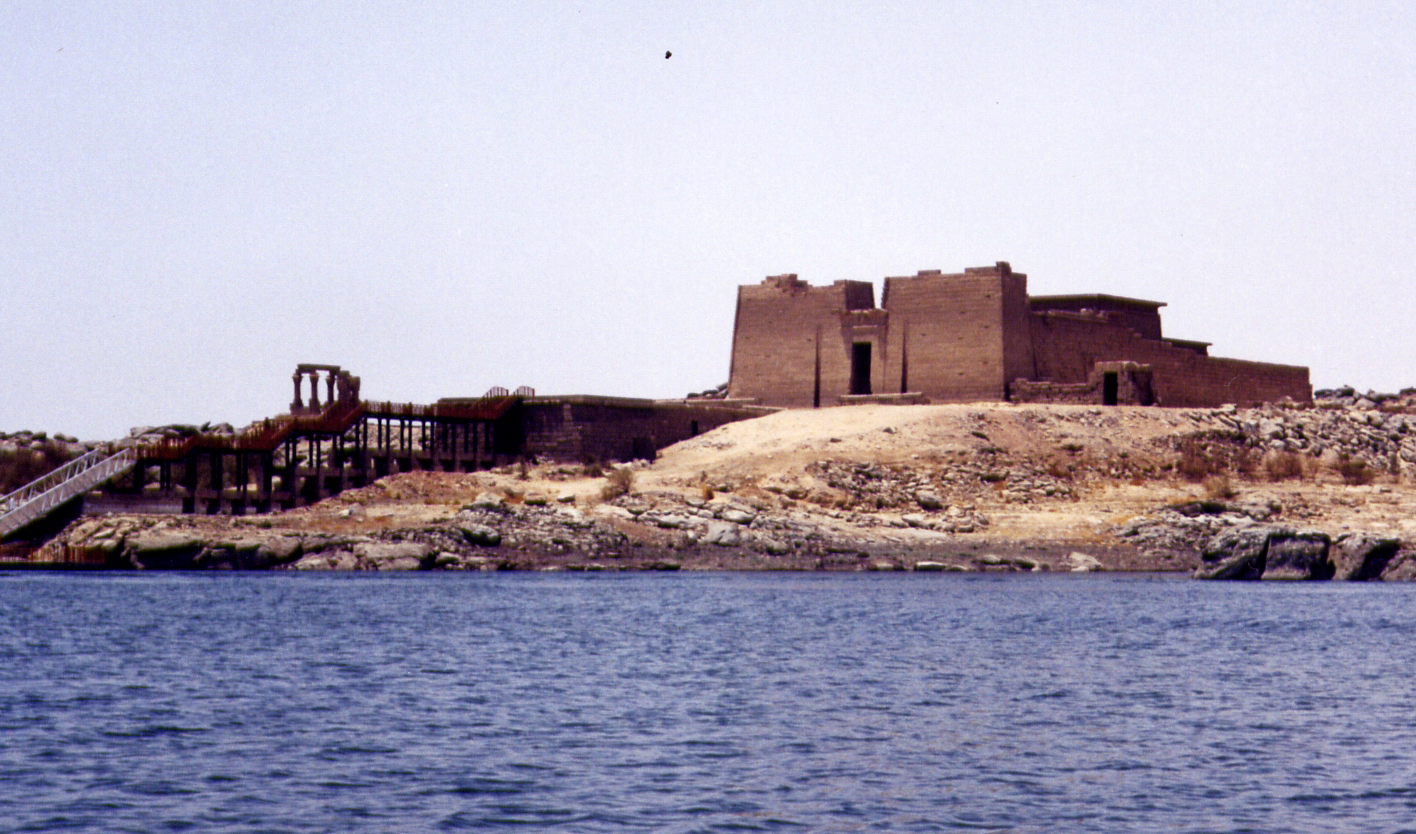
Nuova Kalabsha, tempio dedicato al dio Mandulis
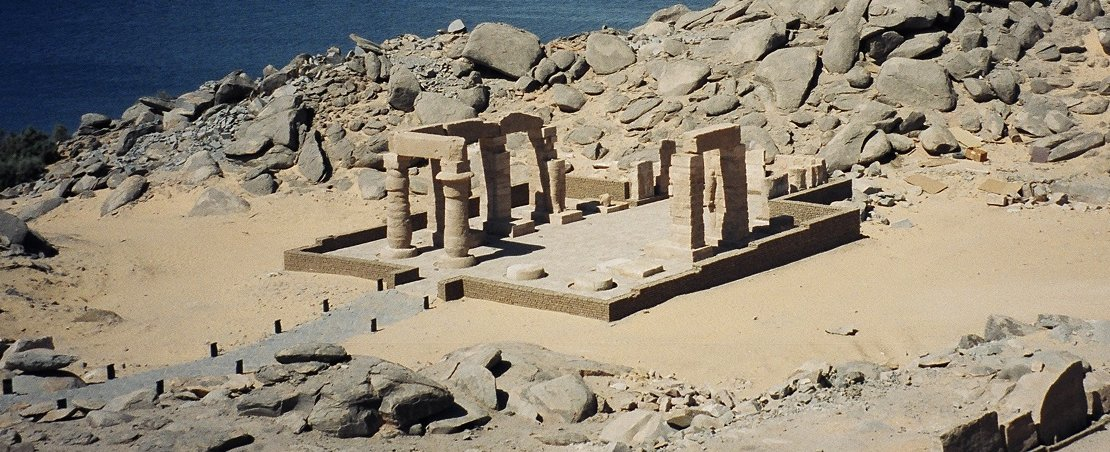
Gerf Hussein, tempio ricostruito e dedicato a Ramses II
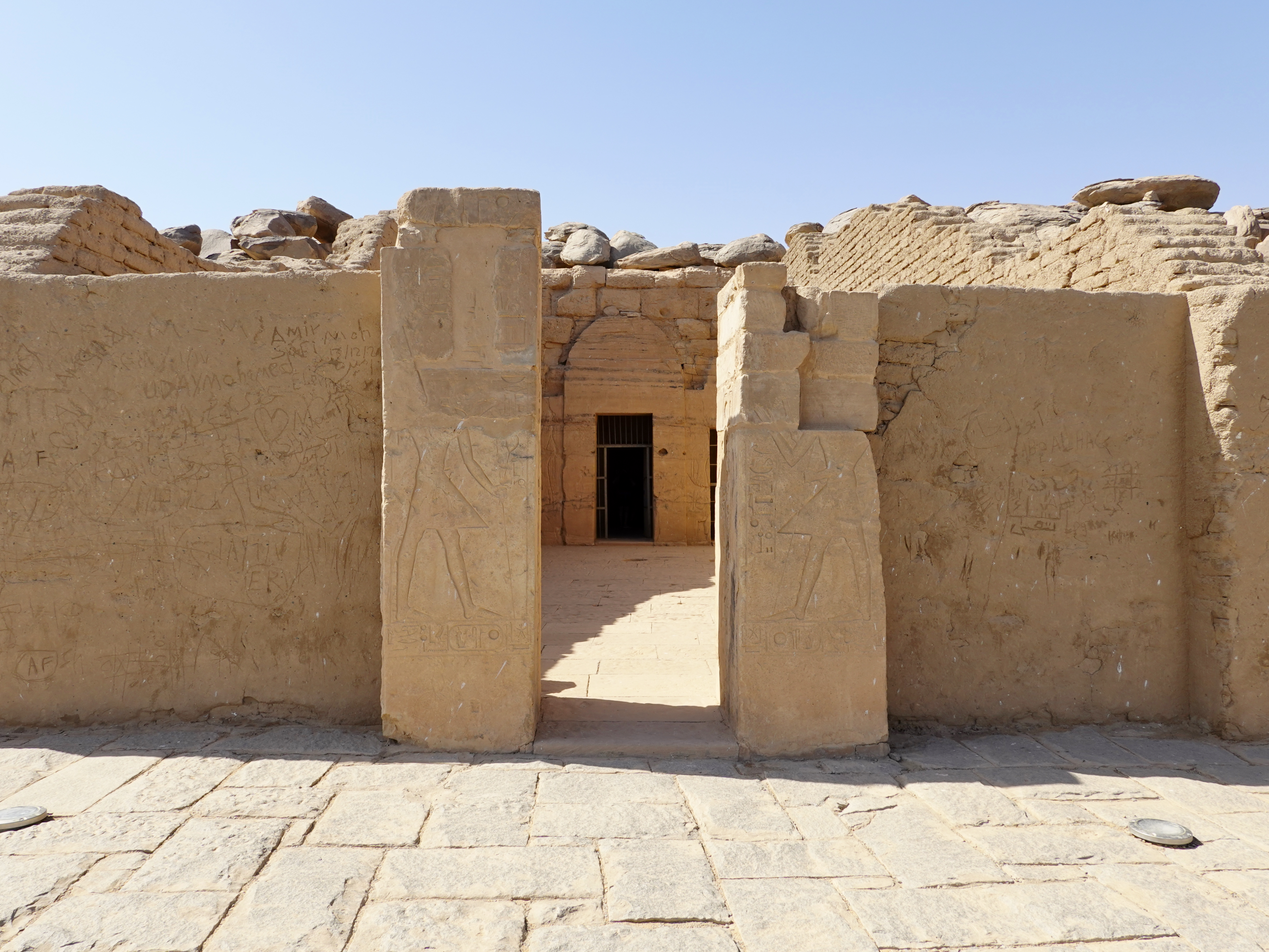
Beit el-Wali, Tempio di Ramses II
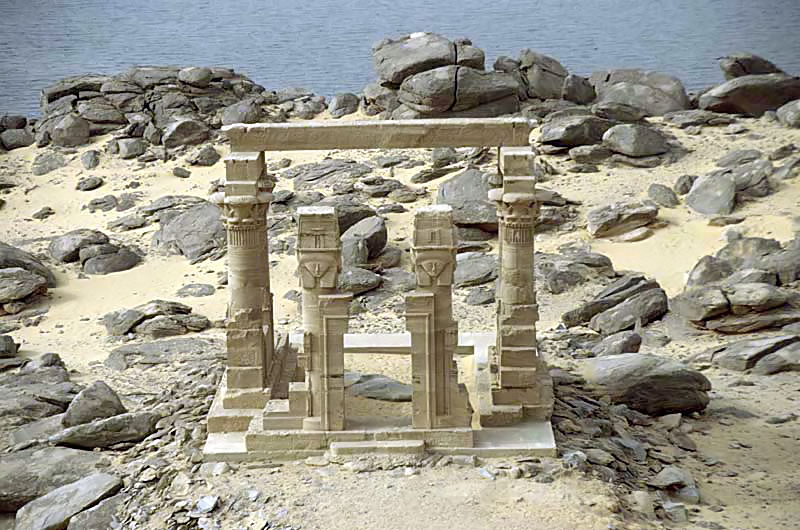
Chiosco di Qertassi
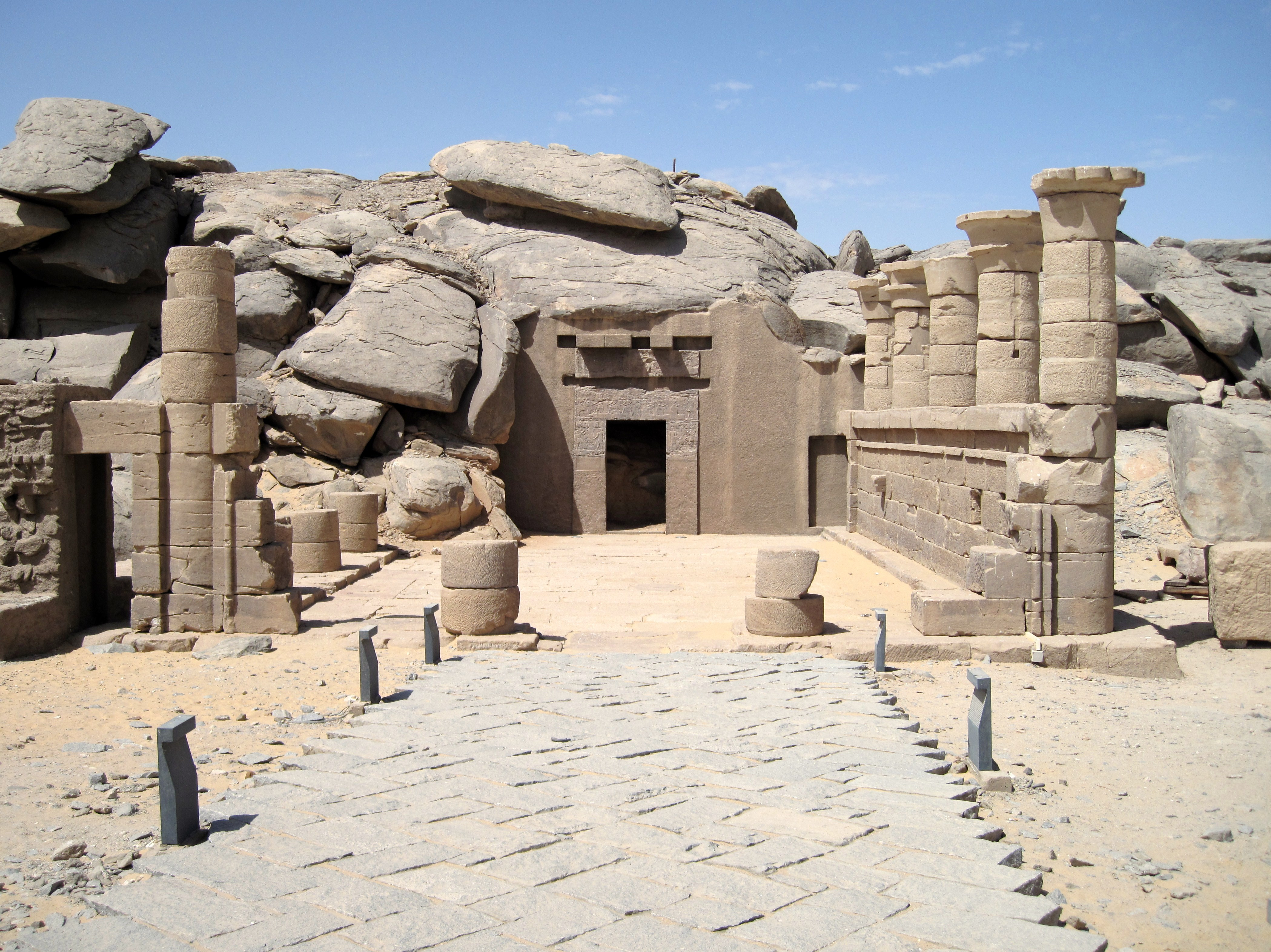
Tempio dedicato al dio nubiano Dedun